# Cavallets Cotoners de Barcelona
Els Cavallets Cotoners de Barcelona són uns elements de protocol del bestiari popular català de la ciutat de Barcelona, al Barcelonès. Formen part del Seguici Popular de la Ciutat de Barcelona gràcies a l'Esbart Català de Dansaires. Actualment són vuit figures.

## Orígens
La primera referència dels cavallets a Barcelona data de 1424 dins del Llibre de les Solemnitats on consta que pertanyen al Consell de Barcelona. Ja el 1430 eren vuit figures, oscil·lant el nombre al llarg dels anys però no arribant mai a ser-ne més de dotze. El 1437 el Consell de la Ciutat cedí els cavallets al Gremi de Cotoners perquè n'assumissin la seva gestió.
Hi ha constància de la seva participació en les Festes per la canonització de sant Ramon de Penyafort el 1601 i a les de santa Maria de Cervelló el 1623. També participaren en el 1701 a les festes per la rebuda de Felip de Borbó i el 1703 a les de Carles d'Àustria, a les festes de beatificació de Sant Josep Oriol el 1807 i les de la Pau de la Guerra dels Set Anys al 1839.
Després d'uns anys desapareguts van ser recuperats per la Societat del Born per participar en el 1860 a les festes de rebuda del Carnestoltes, però posteriorment es van malmetre i van desaparèixer definitivament.

## Recuperació
L'any 1994, l'Esbart Català de Dansaires s'afegeix al Projecte de Recuperació de la Imatgeria Festiva de la Barcelona Vella tot recuperant vuit Cavallets Cotoners, obra del Taller Malatesta.
Els nous cavallets s'integren al Seguici Popular de Barcelona ballats per l'Esbart Català de Dansaires on executen diferents coreografies, destacant-ne especialment el Ball dels Cavallets Cotoners.

## Exposicions
- Els Cavallets Cotoners de Barcelona : cavallets, cavallins i cotonines. Barcelona : Esbart Català de Dansaires, 2013